# Поярков Володимир Олександрович
Поярков Володимир Олександрович (нар. 1 лютого 1920, Миколаїв — пом. 10 вересня 1955, Одеса) — Герой Радянського Союзу (09.10.1943), командир батареї, гвардії старший лейтенант.

## Біографія
Народився 1 лютого 1920 року в місті Миколаєві. Росіянин. Закінчив 10 класів школи.
Помер 10 вересня 1955 року в місті Одесі.

## Нагороди
- Медаль Золота Зірка
- Орден Леніна
- Орден Вітчизняної війни 1 ступеня (17.08.1943).